# Asian Championship Division 2 2000
El Asian Championship Division 2 de 2000 fue la segunda edición del torneo de segunda división organizado por la federación asiática (AR).
El campeonato se disputó en Japón.

## Desarrollo
| Pos. | Equipo    | Encuentros | Encuentros | Encuentros | Encuentros | Tantos  | Tantos    | Tantos     | Puntos |
| Pos. | Equipo    | jugados    | ganados    | empatados  | perdidos   | a favor | en contra | diferencia | Puntos |
| ---- | --------- | ---------- | ---------- | ---------- | ---------- | ------- | --------- | ---------- | ------ |
| 1    | Singapur  | 3          | 2          | 0          | 1          | 77      | 47        | + 30       | 4      |
| 2    | China     | 3          | 2          | 0          | 1          | 81      | 61        | + 20       | 4      |
| 3    | Sri Lanka | 3          | 1          | 0          | 2          | 68      | 80        | - 12       | 2      |
| 4    | Tailandia | 3          | 1          | 0          | 2          | 78      | 116       | - 38       | 2      |

### Partidos
| 24 de junio | China | 15 - 13 | Singapur |  |  |

| 24 de junio | Tailandia | 38 - 28 | Sri Lanka |  |  |

| 28 de junio | Singapur | 49 - 20 | Tailandia |  |  |

| 28 de junio | Sri Lanka | 28 - 27 | China |  |  |

| 2 de julio | China | 39 - 20 | Tailandia |  |  |

| 2 de julio | Singapur | 15 - 12 | Sri Lanka |  |  |

| Bandera de Singapur               |
| Campeón de la División 1 Singapur |
| Segundo título                    |